# Karl Anton von Hohenzollern

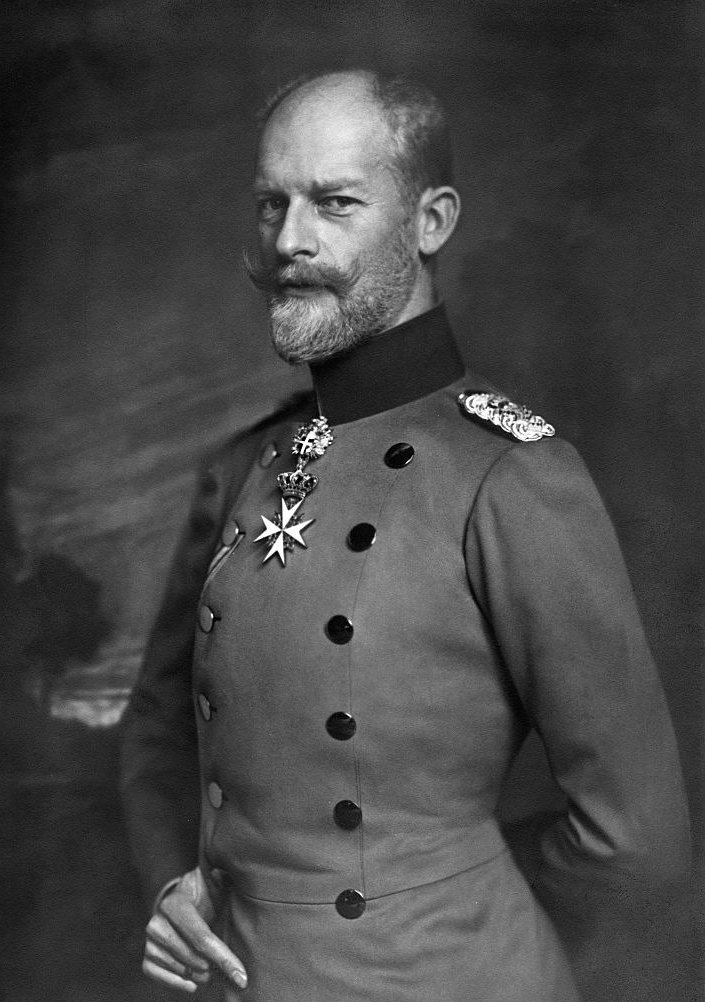
Karl Anton von Hohenzollern-Sigmaringen

Karl Anton Friedrich Wilhelm Ludwig von Hohenzollern (* 1. September 1868 in Sigmaringen; † 21. Februar 1919 auf Burg Namedy bei Andernach) war ein Prinz von Hohenzollern sowie preußischer Generalleutnant.

## Leben
Karl Anton war der jüngste Sohn des Fürsten Leopold von Hohenzollern (1835–1905) aus dessen Ehe mit Antonia von Sachsen-Coburg und Gotha (1845–1913), Tochter des portugiesischen Königspaares Ferdinand II. und Maria II. da Gloria. Sein ältester Bruder Wilhelm war von 1905 bis 1918 der letzte Fürst von Hohenzollern; der zweite Bruder wurde 1914 als Ferdinand I. König von Rumänien.
Karl Anton heiratete am 28. Mai 1894 in Brüssel Josephine, Tochter des Prinzen Philippe von Belgien, Graf von Flandern (1837–1905) aus dessen Ehe mit Maria Luise (1845–1912), Tochter des Fürsten Karl Anton von Hohenzollern-Sigmaringen. Josephines Bruder Albert wurde 1909 König der Belgier.
Er hatte kurz nach dem Ausbruch des Russisch-Japanischen Krieges im März 1904 den Auftrag von Kaiser Wilhelm II. erhalten, zu einer Reise nach Japan und in das Kriegsgebiet aufzubrechen. Vor allem ging es darum, das politische Verhältnis zwischen Japan und Preußen wesentlich zu verbessern. Daneben war von besonderem Interesse die in diesem Krieg von Japan angewandte modernisierte Kriegsstrategie und der Einsatz neuer Waffensysteme mit wesentlich höherer Beweglichkeit. In seiner Begleitung befanden sich Friedrich Bronsart von Schellendorf und die Offiziere Boldt und Schütte. Der Kronprinz war passionierter Fotograf und führte seine Kameraausrüstung mit. Während der neun Monate seines Aufenthaltes fertigte er eine umfangreiche fotografische Dokumentation der von ihm besuchte Orte, der Personen aus Politik und Militär, die er kennenlernte, und Regionen, die er aufgesucht hatte. Im April 1905 bat er um die Genehmigung von den Kriegsschauplätzen zurückzukehren. Die Lage in Mukden, wo er sich zu diesem Zeitpunkt aufhielt war wegen der Vorstösse der russischen Truppen bedrohlich geworden. Es herrschte Mangel an Lebensmitteln, die Witterung und das Klima hatte den Aufenthalt sehr beschwerlich werden lassen und in dem Gebiet grassierten die schwarzen Pocken. Im Mai 1905 legte er mit dem Dampfer „Roon“ vom Hafen Nakasaki in Richtung Deutschland ab. Wieder zurückgekehrt wurde er wieder in der Truppe eingereiht. Im Jahr 1909 erwarb Prinz Karl Anton die Burg Namedy bei Andernach. Er ließ das Anwesen umfassend ausbauen. Das Schloss befindet sich noch heute im Besitz der Hohenzollern.
Nachdem sich Karl Anton mit seinem vorgesetzten Offizier überworfen hatte, beendete er seine Militärlaufbahn. Ihm wurde am 27. Januar 1914 der Charakter als Generalleutnant verliehen und à la suite des 1. Garde-Dragoner-Regiments „Königin Viktoria von Großbritannien und Irland“ gestellt. 
Karl Anton starb unmittelbar nach dem Ersten Weltkrieg und wurde zunächst auf dem Friedhof in Namedy bestattet. Seine sterblichen Überreste wurden später in die Sigmaringer Erlöserkirche überführt.

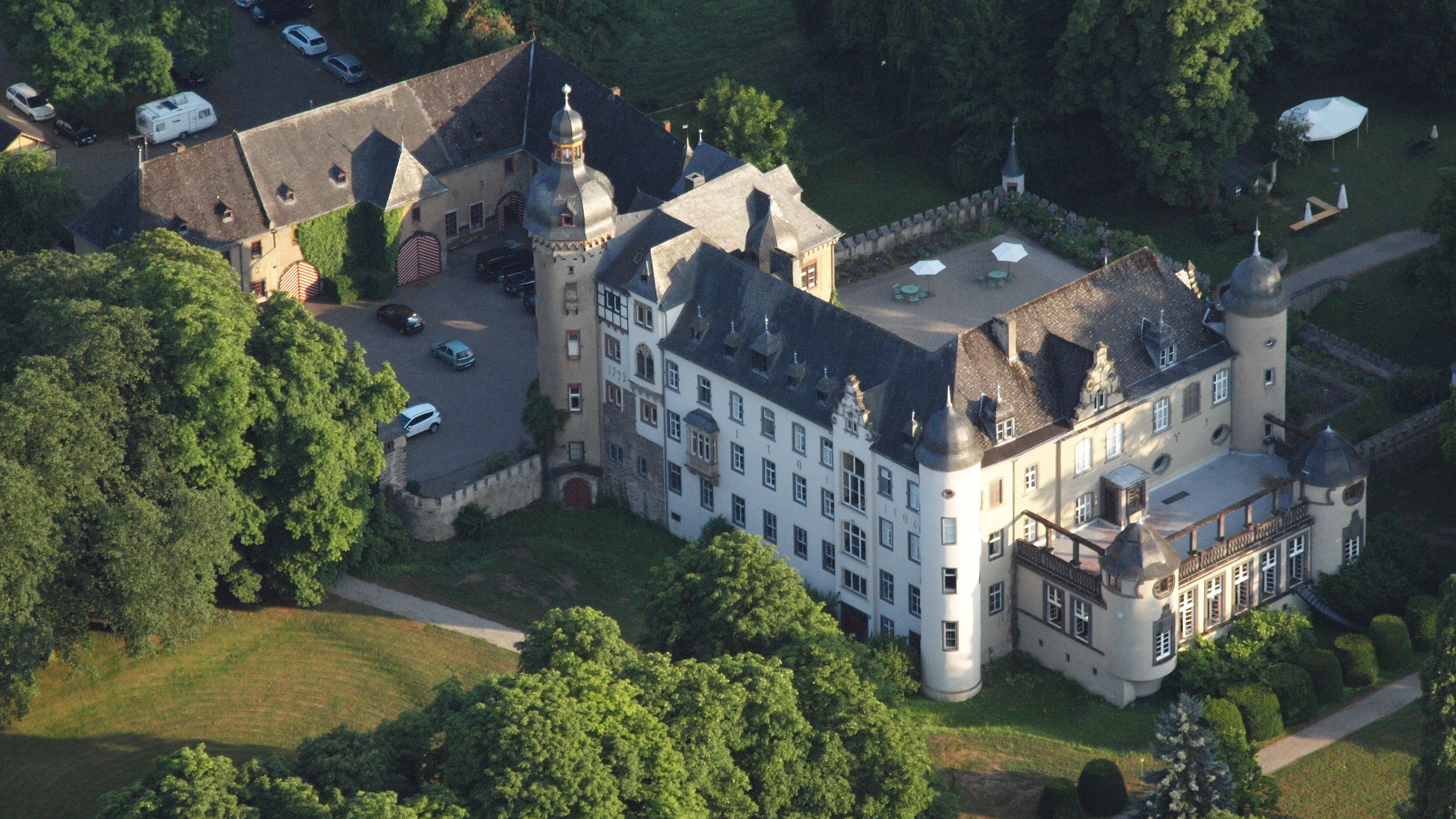
Burg Namedy aus nordöstlicher Richtung gesehen

## Nachkommen
Aus seiner Ehe hatte Karl Anton folgende Kinder:
- Stephanie (1895–1975)

⚭ 1920 (gesch. 1943) Joseph-Ernst Fugger von Glött (1895–1981)
- Marie Antoinette (1896–1965)

⚭ 1924 Egon Eyrl Freiherr von und zu Waldgries und Liebenaich (1892–1981)
- Albrecht (1898–1977)

⚭ 1921 Ilse Margot von Friedeburg (1901–1988)
- Henriette (*/† 1907)